# Sjoerd Leiker
Sjoerd Leiker (Drachten, 28 mei 1914 - Hoorn, 15 december 1988) was een Nederlands journalist, schrijver, dichter en verzetsman.

## Biografie
Leiker volgde begin jaren dertig van de twintigste eeuw een onderwijzersopleiding in Groningen. Hij werkte bij een uitgeverij, in de journalistiek en bij de radio (R.O.N.; Regionale Omroep Noord uit Groningen). Zijn literaire debuut maakte hij in 1934 met een aantal gedichten in De Vrije Bladen. Zijn meest bekende werk is de roman Drie getuigen, die verscheen onder het pseudoniem Menno van Haarsma bij de mede door hem opgerichte uitgeverij De Bezige Bij. Tijdens de oorlog werkte hij samen met Geert Lubberhuizen en hielp hem de illegale uitgeverij op te zetten die later De Bezige Bij zou heten. Daarnaast gebruikte Sjoerd ook het pseudoniem: Simon le Croyant.
Veel van zijn werk betreft de Tweede Wereldoorlog.
Leiker trouwde in 1937 met de van origine Hongaarse Margit Kis. Uit dit huwelijk werd een dochter geboren. Na echtscheiding trouwde Leiker in 1953 met Kommerijn Gerittine Kooijmans, weduwe van NSB'er jhr. Johannes Anthony Boreel de Mauregnault. In 1992 stelde de weduwe van Leiker de Sjoerd Leikerprijs in.

## Prijzen
- 1971 - Marianne Philipsprijs voor zijn gehele oeuvre
- 1984 - Piter Jellespriis voor zijn gehele oeuvre